# Winny Chebet
Winny Chebet (* 20. Dezember 1990 in Kericho) ist eine kenianische Leichtathletin, die sich auf den Mittelstreckenlauf spezialisiert hat. Zu ihren größten Erfolgen zählen die Goldmedaillen über 1500 Meter bei den Afrikameisterschaften 2018 und 2022.

## Sportliche Laufbahn
Erste internationale Erfahrungen sammelte Winny Chebet bei den Jugendweltmeisterschaften 2005 in Marrakesch, bei denen sie in 2:08,15 min die Silbermedaille im 800-Meter-Lauf gewann. Auch bei den Juniorenweltmeisterschaften in Peking im Jahr darauf gewann sie in 2:04,59 min die Silbermedaille, diesmal hinter der Moldauerin Olga Cristea. 2007 nahm sie erneut an den Jugendweltmeisterschaften in Ostrava teil, wurde dort aber im Finale disqualifiziert. 2008 wurde sie bei den Juniorenweltmeisterschaften in Bydgoszcz in 2:04,13 min Fünfte und im Jahr darauf siegte sie bei den Juniorenafrikameisterschaften in Bambous in 3:48,99 min mit der kenianischen 4-mal-400-Meter-Staffel, während sie in 2:01,36 min die Silbermedaille über 800 Meter hinter der Südafrikanerin Caster Semenya gewann. 2010 belegte sie bei den Afrikameisterschaften in Nairobi in 2:03,02 min den fünften Platz und wurde bei den Commonwealth Games in Neu-Delhi in 2:11,58 min Siebte. Zwei Jahre später qualifizierte sie sich erstmals für die Weltmeisterschaften in Moskau, bei denen sie mit 2:01,04 min im Halbfinale ausschied. 2015 gewann sie bei den Afrikaspielen in Brazzaville in 3:35,91 min die Bronzemedaille mit der Staffel und belegte im Bewerb über 800 Meter in 2:02,67 min den fünften Platz. Im Jahr darauf qualifizierte sie sich für die Olympischen Spiele in Rio de Janeiro, bei denen sie das Halbfinale erreichte, in dem sie mit 2:01,90 min ausschied. 
2017 nahm sie im 1500-Meter-Lauf an den Weltmeisterschaften in London teil und schied dort mit 4:06,29 min im Halbfinale aus. Bei den Hallenweltmeisterschaften in Birmingham schied sie über 800 Meter mit 2:18,31 min in der ersten Runde aus und wurde über 1500 Meter in 4:12,08 min Fünfte. Anfang April nahm sie erneut an den Commonwealth Games im australischen Gold Coast teil und schied dort mit 4:20,67 min in der ersten Runde aus. Anschließend siegte sie bei den Afrikameisterschaften in Asaba in 4:14,02 min. 2019 wurde sie bei den Anniversary Games in London in 3:59,93 min Zweite über 1500 m und startete anschließend bei den Weltmeisterschaften in Doha und gelangte dort bis ins Finale, in dem sie mit 3:58,20 min den siebten Platz belegte. Kurz darauf siegte sie in 4:25,22 min bei den Militärweltspielen in Wuhan. 2021 nahm sie erneut an den Olympischen Sommerspielen in Tokio teil und schied dort mit 4:11,62 min im Halbfinale aus. 
2022 wurde sie beim British Grand Prix in 4:05,56 min Dritte und verteidigte anschließend bei den Afrikameisterschaften in Port Louis in 4:16,10 min ihren Titel über 1500 Meter. Im Juli klassierte sie sich bei den Weltmeisterschaften in Eugene mit 4:15,13 min im Finale auf dem 13. Platz und anschließend gelangte sie bei den Commonwealth Games in Birmingham mit 4:15,48 min auf Rang zwölf.
In den Jahren 2009 und 2013 wurde Chebet kenianische Meisterin im 800-Meter-Lauf sowie 2018 und 2019 im 1500-Meter-Lauf.

## Persönliche Bestzeiten
- 800 Meter: 1:58,13 min, 29. August 2017 in Zagreb
  - 800 Meter (Halle): 2:02,67 min, 12. Februar 2013 in Val-de-Reuil
- 1000 Meter: 2:35,73 min, 6. September 2013 in Brüssel
  - 1000 Meter (Halle): 2:40,37 min, 3. Februar 2013 in Moskau (kenianischer Rekord)
- 1500 Meter: 3:58,20 min, 5. Oktober 2019 in Doha
  - 1500 Meter (Halle): 4:05,81 min, 2. März 2018 in Birmingham
- Meile: 4:19,55 min, 9. Juli 2017 in London
  - Meile (Halle): 4:34,06 min, 16. Februar 2019 in Birmingham